# John Henninger Reagan
Pour les articles homonymes, voir Henninger et Reagan (homonymie).
John Henninger Reagan, né à Gatlinburg (Tennessee) le 8 octobre 1818 et mort le 6 mars 1905, est un leader démocrate américain de l'État du Texas.

## Biographie

### Guerre de Sécession
Reagan abandonne son mandat à la Chambre des représentants des États-Unis lorsque son État fit sécession de l'Union pour rejoindre la Confédération.
Il est l'un des délégués du Texas lors du Congrès provisoire des États confédérés et l'un des signataires de la Constitution provisoire des États confédérés.
Pendant la guerre de Sécession, il fut membre du cabinet de Jefferson Davis en tant que Postmaster General (équivalent ministre des Postes) puis comme Secrétaire au Trésor (équivalent de ministre des Finances). 
John H. Reagan est capturé lors de l'arrestation du président confédéré Jefferson Davis, le 10 mai 1865.

### Après la guerre
Après la défaite de la Confédération, il se prononça en faveur d'une coopération avec le gouvernement fédéral, ce qui le rendit impopulaire, mais il retrouva un mandat électif lorsque ses prédictions d'un traitement sans pitié de la résistance s'avérèrent fondées.

## Source
- (en) Cet article est partiellement ou en totalité issu de l’article de Wikipédia en anglais intitulé « John Henninger Reagan » (voir la liste des auteurs).

1. ↑  J. Chanut, « Capture de Jefferson Davis », Courrier du dimanche,‎ 4 juin 1865 (lire en ligne)